# Блісковиці
Блісковиці (пол. Bliskowice) — село в Польщі, у гміні Аннополь Красницького повіту Люблінського воєводства.
Населення — 263 особи (2011).
У 1975-1998 роках село належало до Тарнобжезького воєводства.

## Демографія
Демографічна структура станом на 31 березня 2011 року:
|          | Загалом | Допрацездатний вік | Працездатний вік | Постпрацездатний вік |
| -------- | ------- | ------------------ | ---------------- | -------------------- |
| Чоловіки | 133     | 26                 | 86               | 21                   |
| Жінки    | 130     | 21                 | 68               | 41                   |
| Разом    | 263     | 47                 | 154              | 62                   |